# Дарбанд-е Ґуїлаг
Дарбанд-е Ґуїлаг (перс. دربند گويلاغ) — село в Ірані, у дегестані Рудшур, у Центральному бахші, шахрестані Зарандіє остану Марказі. За даними перепису 2006 року, його населення становило 16 осіб, що проживали у складі 4 сімей.

## Клімат
Середня річна температура становить 16,64 °C, середня максимальна – 35,06 °C, а середня мінімальна – -4,62 °C. Середня річна кількість опадів – 203 мм.
| Клімат поселення                              | Клімат поселення | Клімат поселення | Клімат поселення | Клімат поселення | Клімат поселення | Клімат поселення | Клімат поселення | Клімат поселення | Клімат поселення | Клімат поселення | Клімат поселення | Клімат поселення | Клімат поселення |
| Показник                                      | Січ.             | Лют.             | Бер.             | Квіт.            | Трав.            | Черв.            | Лип.             | Серп.            | Вер.             | Жовт.            | Лист.            | Груд.            |                  |
| Середній максимум, °C                         | 10,87            | 13,15            | 17,45            | 24,16            | 29,10            | 34,18            | 35,06            | 34,47            | 30,43            | 23,51            | 16,91            | 10,99            |                  |
| Середня температура, °C                       | 3,14             | 5,41             | 9,70             | 16,41            | 21,34            | 26,43            | 29,38            | 28,78            | 24,74            | 17,81            | 11,22            | 5,29             |                  |
| Середній мінімум, °C                          | −4,62            | −2,34            | 1,96             | 8,67             | 13,60            | 18,68            | 23,69            | 23,10            | 19,05            | 12,14            | 5,54             | −0,4             |                  |
| Норма опадів, мм                              | 31               | 30               | 38               | 25               | 18               | 3                | 1                | 1                | 0                | 11               | 18               | 27               |                  |
| Середньомісячна швидкість вітру, м/с          | 1.37             | 2.07             | 2.52             | 2.98             | 2.82             | 2.72             | 2.82             | 2.67             | 2.30             | 2.07             | 1.83             | 1.56             |                  |
| Середньомісячна сонячна радіація, кДж/м²·день | 9480             | 12295            | 14856            | 18371            | 22316            | 26324            | 25915            | 23757            | 20209            | 14999            | 11139            | 9053             |                  |
| --------------------------------------------- | ---------------- | ---------------- | ---------------- | ---------------- | ---------------- | ---------------- | ---------------- | ---------------- | ---------------- | ---------------- | ---------------- | ---------------- | ---------------- |
| Джерело:                                      |                  |                  |                  |                  |                  |                  |                  |                  |                  |                  |                  |                  |                  |